# 〜JK RADIO〜TOKYO UNITED
『〜JK RADIO〜TOKYO UNITED』（ジェイケイ・レディオ・トウキョウ・ユナイテッド）は、2008年4月4日からJ-WAVEで放送されているラジオ番組。

## 概要
2008年4月から新たに設けられた金曜午前のワイド番組として放送を開始した。2006年9月限りで『J-WAVE GOOD MORNING TOKYO』を降板したジョン・カビラが、1年半ぶりにJ-WAVEのナビゲーターとして復帰した。5時間30分にわたる生放送で、J-WAVEのレギュラー放送としては以前放送されていた『e-STATION』・『e-STATION BB』（2000年4月 - 2005年3月・11:30 - 17:00）と並ぶ長時間番組となっている。タイトルにある「JK」は自身のイニシャル。
キーワードは「UNITE」（つながる）であり、リスナーとナビゲーター・ゲスト・日本各地・世界各地をつなぐ、つなげるコーナーで5時間半を結んでいく。
カビラは10時を除き、毎正時になると話の途中であっても必ず以下のように叫ぶ。
6:00「Goooooood morning Tokyoooooおはようございまーーーす!!」
7:00 - 11:00 （10:00を除く）「Goooooood morning It's 7 (8, 9, 11) am!!」
開始当初は、『TOKIO TODAY』, 『TOKIO ONE』, 『J-WAVE GOOD MORNING TOKYO』と同様に「Goooooood morning Tokyooooo !!」と叫んでいた。しかし、2008年から月曜〜木曜は別所哲也が『J-WAVE GOOD MORNING TOKYO』（2009年より『J-WAVE TOKYO MORNING RADIO』）をナビゲートしていることもあってか「Goooooood morning Tokyooooo Uniteeed !!」と叫んだりもしていた。現在は上記の叫び方で定着してきている。正時を曲でまたいでいる場合には、曲の途中でも叫びだけ入れる場合がある（2009年1月16日、9時またぎで、アンジェラ・アキの「HOME」の曲中）。
10:00に関して叫ばないのは、J-WAVEが平日10時に時報を設けているためである。また、時報明けにHeadline Newsがあるため、時報がなった後に「Good morning!」とリバーヴ付きで言うだけとなっている。この時報代わりのシャウトをカビラやスタッフは「ヒューマン時報」と呼ぶ。9時についてはゲストとのトーク中になることが多いものの、一区切りついたところで「決まり事なので。」などと一言付け加えつつシャウトし、しばしばゲストが感嘆の声を上げることがある。この「ヒューマン時報」はカビラが休暇中で代理ナビゲーターが登場した際にも引き継がれる。番組開始と9時台には叫びと共にテーマソングが流れるが、2014年12月12日の放送でKREVAが放送中に新たに書き下ろしたテーマソング2曲のうち1曲を後述の「MUSICLICK!」によるリスナー投票で決定、翌週19日の放送から9時台のテーマソングとして使用している。また、2018年4月に放送開始10周年になったのを機に、同年3月30日の放送で再びKREVAが放送中に書き下ろしたテーマソングを「MUSICLICK!」によるリスナー投票で決定、翌週4月6日の放送から使用している。
メッセージやミュージック・シェア（リクエスト）を紹介する際、リスナーをラジオネームでは呼ばず下の名前もしくはイニシャルで読み上げる。
また、番組最後は「Have a great weekend and peace.」で締めている。

## マイケル・ジャクソンの訃報報道
2009年6月26日の放送（この日は番組冒頭から、マイケル・ジャクソンの急逝を伝える特別な内容となった）が、第47回ギャラクシー賞ラジオ部門大賞、2010年日本民間放送連盟賞ラジオ生ワイド番組部門優秀賞、第6回日本放送文化大賞ラジオ部門準グランプリを受賞した。
この日の放送は、通常通りカビラのシャウトから始まった。しかし、開始から暫くして、マイケルが自宅で倒れている一報が入る。そして、6時50分過ぎ、アメリカのセレブリティ専門サイト「TMZ」で、マイケルが死亡したと報じていることを翻訳しながら伝える。その後、「ロサンゼルス・タイムズ」などが報じたことから、これを公式の発表とした（「TMZ」がゴシップサイトにあたるため）。番組は11時30分過ぎまで放送。リスナーからのマイケルとのエピソードを募りつつ、現地からの声や、ソニーミュージックの関係者（日本におけるマイケルのプロモーター）などと電話をつないだ。
ギャラクシー賞については2010年6月4日のオープニングで、このニュースをリスナーへの感謝と共に伝えたほか、2010年7月4日にはNHKラジオ第1放送『ザ・ベストラジオ』にて、当日の放送をダイジェスト版として編集されたものと、カビラなどへのインタビューが放送された。また、2010年6月25日の放送ではマイケル・ジャクソン没後1年として当日の放送の一部を放送したほか、2011年1月8日の『J-WAVE SPECIAL』では、日本放送文化大賞受賞記念として1時間のダイジェスト版を放送。さらに2011年1月から2月にかけて、J-WAVE以外の全国51局でもこのダイジェスト版が放送された。
生放送故にリアルタイムでのメッセージの受付を行ったり、Headline Newsの一部を流していたため、折に触れて過去に放送されたもののダイジェスト版であることのアナウンスが流れた。

## 放送時間
- 金曜 6:00 - 11:30

祝日の際は9:00から『J-WAVE HOLIDAY SPECIAL』が放送されるため、放送時間が短縮され、3時間（6:00 - 9:00）の放送となる。内包コーナーは6時台から8時台までのものを放送する。
番組時間は短縮だが「濃縮版」と呼称している。
2010年1月1日は、『〜JK RADIO〜TOKYO UNITED Rising Sun Special!』（6:00 - 9:00）と題して、当時のサッカー日本代表監督を務めていた岡田武史への独占インタビューを放送した。この日は、内包コーナーを全て休止した。
各コミュニティFMでも一部が放送されている。自社制作の生放送番組を7時〜11時で編成する場合が多く、当番組の前半で飛び降り、番組終盤に再び飛び乗るというケースが多い。

## ナビゲーター
- ジョン・カビラ

サッカーに関連した話題があったりするときなどにカビラの弟である川平慈英が出演することもあり、電波上の兄弟共演となることもある。
2020年4月30日に声帯炎の治療（ポリープの除去）を発表。これに伴い当面の出演を見合わせた。同年6月12日より復帰。

## コーナー・内包番組
2025年7月現在
- 6:12 - 6:19：CLOSE UP THIS WEEK
- 6:20 - 6:30：START YOU UP
- 6:40 - 6:50：TOKYO CROSSING
- 7:15 - 7:25：TAKENAKA FEATURE FOCUS
- 7:45 - 7:55：Bon Quish FISH & TIPS
- 8:10 - 8:15：Yakult FOOTBALL FANATIC
- 8:40 - 8:50：WORDS FROM THE FIELD
  - ナビゲーターはヒップホップMCのGAKU-MC。

放送日が祝日にあたる場合、内包コーナーは上記まで放送。以下は平日のみ放送（祝日はすべて休止）。
- 9:30 - 9:35：WEEKEND RADAR
- 9:45 - 9:50：TOKYO ZEIRISHIKAI PERCENT WORLD
- 10:20 - 10:25：DENWA RELAY SERVICE EYES ON THE FUTURE
- 10:40 - 10:50：THE HIDDEN STORY
- 11:10 - 11:20：MAG RACK

この他、3月11日と9月1日に放送日が重なった場合は、8時45分頃より『ラジオ災害情報交差点』を放送。J-WAVE側はカビラがそのまま、または当該時間帯のJ-WAVE LIFE INFORMATION担当アナウンサーが担当する。当該時間に通常放送されているコーナー・内包番組は休止となる。

### MUSICLICK!
番組の最後に流れる曲をリスナーが番組公式サイト内で投票し決定する。ゲストが生演奏・生歌唱することもある。番組内の合い間に投票の途中経過が紹介され、時にカビラが意図的にあおりつつ投票を盛り上げていく。なお、祝日による短縮放送や特別企画などでコーナー自体が休止の場合がある。
煽りすぎた挙句に、サーバーダウンしたこともあり、カビラが本気で慌てていたこともある。
- 第52回グラミー賞を明後日に控えた2010年1月29日の放送で「2009年最強音楽対決」と題し、レコード・オブ・ザ・イヤーにノミネートされたレディー・ガガの「ポーカー・フェイス」、ブラック・アイド・ピーズの「アイ・ガッタ・フィーリング」のどちらかを番組のラストソングにする事となったが、番組の後半あたりから予想以上に投票率が上がり、なおかつカビラが両者の曲のフレーズを小出しに流しながら投票を煽りつつ盛り上げ、番組終盤あたりでは両者ともに激しいデッドヒートを繰り広げた。が、投票が集中しすぎたためにサーバーがダウンしてしまい、最終的にサーバーダウン直前の投票順位によりブラック・アイド・ピーズの「アイ・ガッタ・フィーリング」を番組のラストソングとして放送した。
  - ちなみにエンディングで次番組『PARADISO』のナビゲーターだった南美布とのクロストークでカビラが他局のグラミー賞番組出演のため番組終了後すぐにロスへ出発するとコメントした。
- 2018年11月9日の放送ではグッドモーニングアメリカの金廣真悟をゲストに迎え、金廣による生演奏生歌唱曲を決定しようとしたところ、「それはスポットライトではない」（浅川マキ）と「嘲笑」（ビートたけし）いずれも同票となった。同票決着は番組が始まって以来初の出来事で、金廣はこの2曲両方を歌うことになった[9][10]。
- 2023年12月2日にはJ-WAVEの都市型音楽イベント「INSPIRE TOKYO 2023 WINTER」の一環で、当番組初のライブイベントとして当コーナーをフィーチャーした「MUSICLICK LIVE!」がLINE CUBE SHIBUYAで開催された。当日はKREVAと羊文学のツーマンライブを行うとともに、「traveling」（宇多田ヒカル）と「情熱」（UA）のどちらを両者によるスペシャルバンドが生パフォーマンスするか、前日の放送でのリスナー投票と当日観客による投票によって決定、選ばれた「情熱」がイベントの最後に披露された[11][12]。

### エンディング
次の時間帯の番組である『ALL GOOD FRIDAY』（2016年10月以降）とのクロストークが行われる。番組表では11:30で放送終了となっているものの、直前のコーナーのMUCICLICK!がスタジオゲストによるライブ演奏の場合などもあるため、次番組は必ずしも定刻開始とはなっていない。ほとんどの回でカビラのトークが11:30を超えて続き、『ALL GOOD FRIDAY』のナビゲーター（LiLiCo、稲葉友）とのトークがまとまったところで終了する。
以前からJ-WAVEの編成は弾力的であり、カビラが長年担当してきたJ-WAVE平日朝のワイド番組のラストで、9:00開始の番組のナビゲーターとクロストークをして9時をまたいでいたのと同じパターンである。